# Liviu Suhar
Liviu Suhar (n. 17 februarie 1943, satul Iacobeni, județul Suceava) este un pictor român și cadru universitar la Facultatea de Arte plastice, Decorative și Design din cadrul Universității de Arte „George Enescu” din Iași. 

## Biografie
Liviu Suhar s-a născut la data de 17 februarie 1943, în satul Iacobeni din județul Suceava. A făcut studii la Liceul de Arte “Octav Băncilă” din Iași (1957-1962), apoi la Facultatea de Arte Plastice și Decorative din cadrul Institutului de Arte Plastice “Ion Andreescu” din Cluj-Napoca (1962-1968), cu diploma de licență în arte, specialitatea pictură, la clasa profesorilor Aurel Ciupe și Petru Abrudan. A urmat ulterior stagii de studii și cercetare științifică în diferite universități europene din Spania (1993, 1995, 1997, 2001), Franța, Italia, Grecia, Austria, Germania, Belgia etc.
După absolvirea facultății, a lucrat ca profesor la Liceul de artă „Octav Băncilă” din Iași (1968-1972), asistent universitar titular la Facultatea de Construcții, secția Arhitectură din cadrul Institutului Politehnic „Gh. Asachi” din Iași (1973-1981) și apoi cadru didactic la Facultatea de Arte plastice, Decorative și Design din cadrul Universității de Arte „George Enescu” din Iași, fiind pe rând asistent universitar titular (1981-1983), lector universitar (1983-1990), conferențiar universitar (1990-1994) și profesor universitar doctor (din 1994). A îndeplinit și funcții de conducere pe plan universitar și anume: secretar științific al Senatului Academiei de Arte „G. Enescu” Iași (1990-1992) și decan al Facultății de Arte plastice, Decorative și Design din Universitatea de Arte „G. Enescu” Iași (1992-2000). 
În anul 1970 devine membru definitiv al Uniunii Artiștilor Plastici. Începând cu anul 1968 expune constant, fără întrerupere, lucrări de pictură și desen, în expoziții personale, de grup, colective - județene, naționale și internaționale. A avut expoziții personale la Iași, Bârlad, Vaslui, Suceava, Galați, Baia Mare, Cluj, Oradea, Timișoara (1971-2001), București (1974, 1978, 1982, 1993), Lausanne - Elveția (1991), Madrid (1993), Budapesta (1996), Viena (1998), Wolfsburg - Germania (2000), Veneția (2001) ș.a. De asemenea, are numeroase participări la expoziții internaționale de grup, începând din 1973: Barcelona, Berlin, Lisabona, Moscova, Poitiers, Perugia, Bari, Maceratta, Liege, Zagreb, Novi-Sad, Sarajevo, Sofia, Cagnes sur Mer, Dreux, Israel ș.a. Lucrările sale se află în majoritatea muzeelor naționale; în colecții de stat și particulare din România.
Liviu Suhar este membru in CNEAA pentru Arte și Arhitectură, în U.A.P.R (din 1970), Asociația Internațională a Artiștilor Plastici etc. 

## Premii și distincții
- Premiul III și Diploma de laureat la Festivalul Național „Voronețiana” (1976)
- Premiul III și Diploma de laureat la Festivalul Național „Cântarea României”, Ediția a II-a (1979)
- Premiul Uniunii Artiștilor Plastici și Diploma de laureat la Festivalul Național „Voronețiana” (1980)
- Diplomă și medalia de argint la A VII-a bienală de pictură Kosice - Cehoslovacia (1984)
- Premiul Fundației Culturale a Bucovinei și Diplomă (1994)
- Premiul Ministerului Culturii din Republica Moldova – Saloanele Moldovei, ediția a IX-a (1999)
- Premiul „Theodor Palady” al UAP Iași la Salonul “Artis” (2000)
- Premiul „Vasile Pogor” pentru excelență în activitatea culturală - Primăria Municipului Iași (2000)
- Diploma de onoare cu medalia „Pro amicitiae – Pro fidelitate” - Primăria Municipiului Iași (2000)
- Diploma de onoare a Societății Române de Televiziune (2001)
- Marele premiu al UAP Iași – Salonul “ARTIS” – 2002 (2002)
- Premiul Național „ARTTop”  - TOP BUSINESS – Promotor al performanței românești (2003)
- Diplomă de onoare Centrul Internațional de Artă „România magică” - TOP BUSINESS – Promotor al performanței românești (2003)
- Diploma de excelență - Salonul profesorilor de Arte Vizuale, ediția a II-a (2003)
- Diploma de excelență pentru merite excepționale în creația artistică și misiunea de mentor al valorilor tinere –  Universitatea de Arte „George Enescu” Iași (2003)
- Premiul Național „ARTTop” - TOP BUSINESS – Promotor al performanței românești (2004)
- Premiul și medalia „Teiul de aur” pentru întreaga activitate artistică - Editura GEEA – Ipotești, Botoșani (2004)

### Decorații
- Medalia „30 de ani de la eliberarea României de sub dominația fascistă” – Decret prezidențial nr. 140/1974 (1974)
- Ordinul național „Serviciul Credincios” în grad de Cavaler (1 decembrie 2000) „pentru realizări artistice remarcabile și pentru promovarea culturii, de Ziua Națională a României”[2]

## Cărți publicate
- Album de artă Liviu Suhar (Ed. PIM, Iași, 2003);
- Pledoarie pentru obiectul metaforă - Eseuri (Ed. DANASTER, Iași, 2003);
- Natura moartă în opera lui C.D. Stahi (Ed. Cronica, Iași, 2004);
- Natura moartă în pictura românească (Ed. Tehnopress, Iași, 2005) etc.